# Sven Peter Forssberg
Sven Peter Forssberg, född 8 november 1821 i Gryts församling, Östergötlands län, död 12 juli 1907 på Borg utanför Valdemarsvik, var godsägare och grosshandlare i Valdemarsvik. Han gifte sig 1855 med Anna Fredrika Euphrosyne Wikström (1834–1914), dotter till grosshandlaren Johannes Wikström.

## Biografi
Han härstammade från en odalmannasläkt i Fårsum, Ringarum i Östergötland och var son till inspektoren Sven F. Forssberg (1791–1881) samt sonson till Erik Jönsson som antog namnet Forssberg. S. P. Forssberg drev ett omfattande jordbruk på sina gårdar Borg, Wammar och Grännas samt Kälkesta i Södermanland. Han var även en av stiftarna av Gusums bruks- och fabriksaktiebolag när det ombildades till aktiebolag 1875. Därutöver övertog han affärsverksamheten efter svärfadern, grosshandlare Johannes Wikström (1804–1847), särskilt med trävaror, med en omfattande export på Tyskland, delvis på egna fartyg. Forssberg donerade på sin tid planområdet för Valdemarsviks kyrka. 
S.P. Forssberg var far till bland andra Sven Fredrik Forssberg, disponent Karl Eric Forssberg och till Maria Lundberg som var maka till disponent Karl Lundberg.

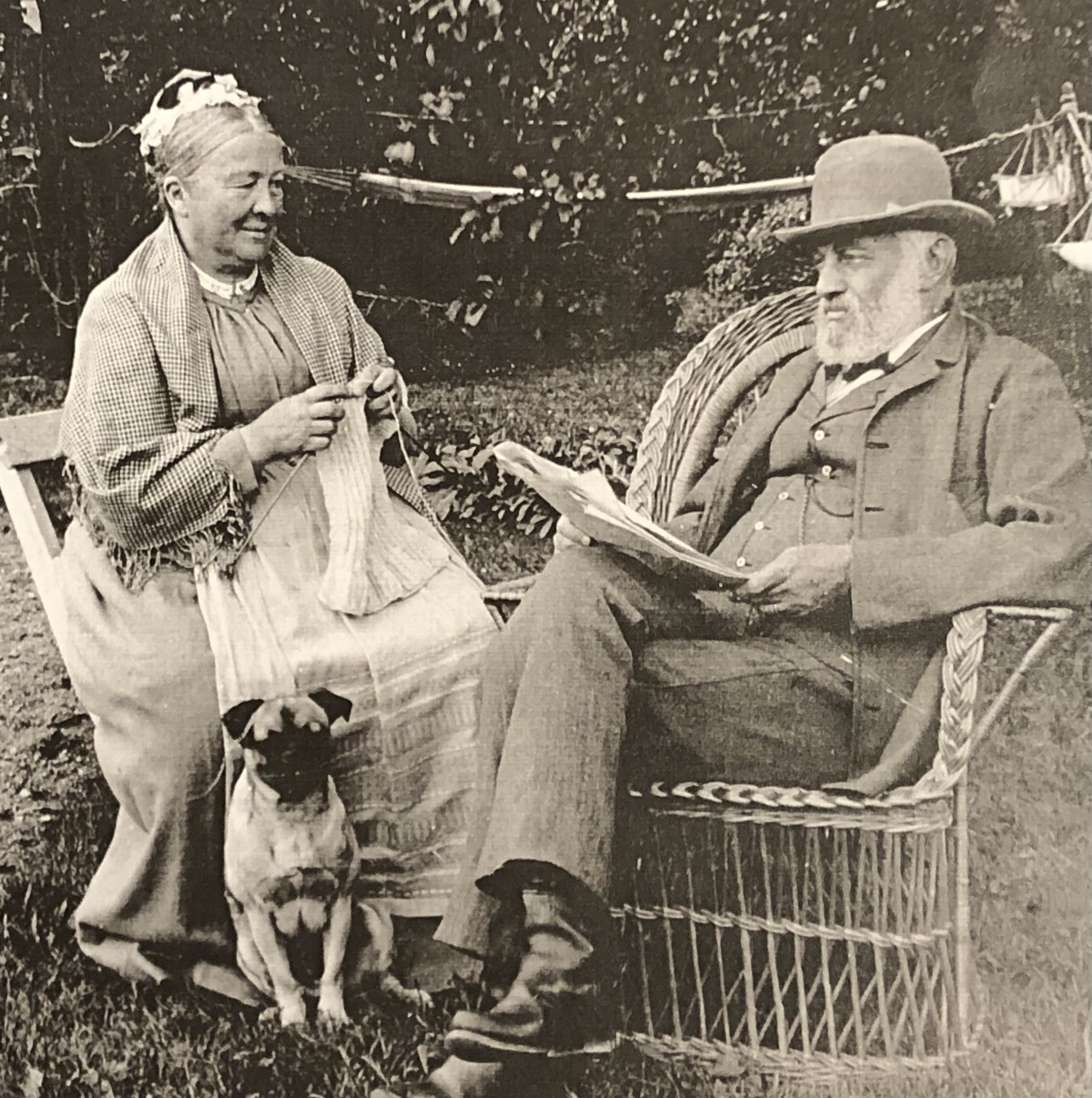
Makarna Anna och Sven Peter Forssberg, Valdemarsvik